# Potamites
Genre
Potamites est un genre de sauriens de la famille des Gymnophthalmidae.

## Répartition
Les sept espèces de ce genre se rencontrent dans le Nord de l'Amérique du Sud et dans le Sud de l'Amérique centrale.

## Description
Ce sont des sauriens diurnes et ovipares, ils sont assez petit avec des pattes petites voire atrophiées.

## Liste des espèces
Selon The Reptile Database (14 mai 2016) :
- Potamites apodemus (Uzzell, 1966)
- Potamites ecpleopus (Cope, 1875)
- Potamites erythrocularis Chávez & Catenazzi, 2014
- Potamites juruazensis (Avila-Pires & Vitt, 1998)
- Potamites montanicola Chávez & Vásquez, 2012
- Potamites ocellatus (Sinitsin, 1930)
- Potamites strangulatus (Cope, 1868)

## Publication originale
- Doan & Castoe, 2005 : Phylogenetic taxonomy of the Cercosaurini (Squamata: Gymnophthalmidae), with new genera for species of Neusticurus and Proctoporus. Zoological Journal of the Linnean Society, vol. 143, p. 405–416 (texte original).